# Philibert Humm
Philibert Humm est un journaliste et écrivain français. 
Il est reporter pour le magazine Paris Match, après avoir été journaliste au service culture du Figaro.
Le 9 novembre 2022, il remporte le prix Interallié 2022 pour Roman fleuve (éditions des Équateurs).

## Œuvre
- Le Tour de la France par deux enfants d'aujourd'hui (2018)
- Les tribulations d'un Français en France (2021)
- La Micheline : Tournée des bars de France (2021)
- Roman fleuve, Équateurs (2022)
- Roman de gare, Équateurs (2024)